# Национальный центр космических исследований
Национальный центр космических исследований (фр. Centre National d'Études Spatiales, CNES) — французское космическое агентство.
Основано при Шарле де Голле в 1961 году. Штаб-квартира находится в Париже.
В прошлом CNES также отвечало за подготовку французских космонавтов, однако в 2001 году эти обязанности перешли общеевропейской ЕКА.
CNES также использует Куру (построен в 1969 году) во Французской Гвиане как основной космодром.